# Sisla Mayor
La Sisla Mayor es una de las dos regiones que compone La Sisla, situada en la provincia de Toledo, dentro de la comunidad autónoma de Castilla-La Mancha. Esta región se encuentra al este del Río Guajaraz, que la separa de la Sisla Menor. Aquí se encuentra la capital de la comarca, Sonseca, y las localidades más pobladas, como Mora o Argés.

## Etimología
Según el historiador Sixto Ramón Parro en su libro Toledo en las manos (1857), el nombre "La Sisla" proviene del latín. Antiguamente, el término "Sisla" se usaba para describir áreas no cultivadas y cubiertas de vegetación densa, antes de ser trabajadas por monjes y vecinos. Este nombre podría derivar del latín silva o selva, que en castellano significa "bosque".
El término "Mayor" se usa para referirse a esta región debido a su tamaño, siendo más grande en comparación con la Sisla Menor.

## Geografía
La Sisla Mayor se encuentra en una región con una diversidad de características naturales que definen su paisaje. Al sur, limita con los montes de Toledo y la provincia de Ciudad Real. Al oeste, colinda con La Sisla Menor, también conocida como El Común. Al norte, se encuentra la ciudad de Toledo, cuya parte situada al sur del Río Tajo, como Santa Bárbara o Santa María de Benquerencia, forman parte de la comarca. Al este, se extiende la vasta región de La Mancha.
La Sisla Mayor está situada sobre una meseta que se eleva a unos 700 metros sobre el nivel del mar. Esta meseta presenta un relieve relativamente plano con algunas ondulaciones y pequeñas elevaciones dispersas. La topografía de la región está marcada por suaves colinas y valles que se extienden en todas direcciones. Las elevaciones más notables se encuentran cerca de los montes de Toledo, donde el terreno se vuelve más accidentado antes de dar paso a las llanuras circundantes.

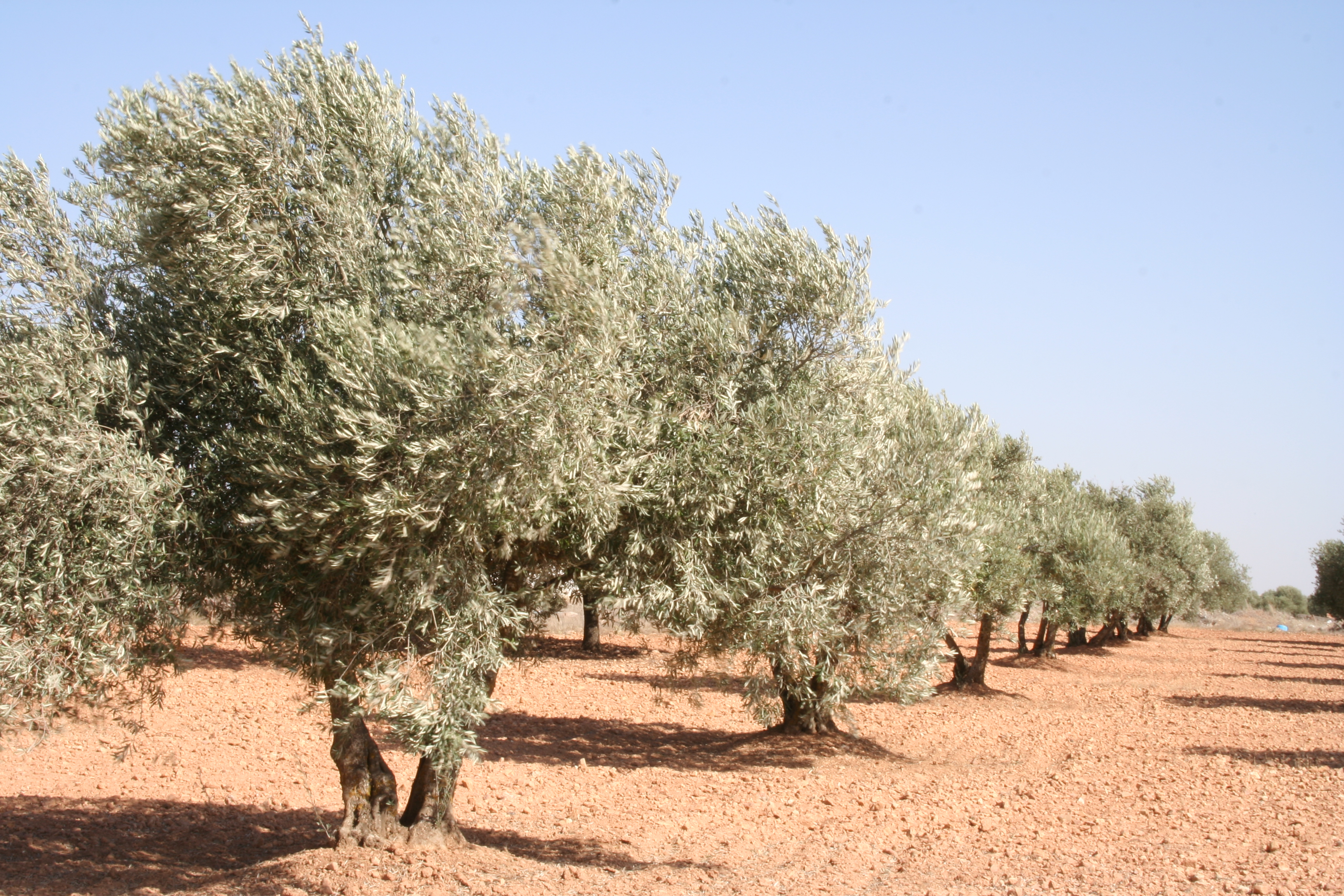
Olivos, una parte fundamental del paisaje

El río Tajo forma casi toda la frontera norte de la Sisla. Al  este, en el término de Mora, el río Algodor atraviesa la meseta. Además, el río Guajaraz separa La Sisla Mayor de La Sisla Menor. Los arroyos menores y los cursos de agua que serpentean por la zona son por ejemplo el Arroyo de Casalgordo.
El clima en La Sisla Mayor es continental. Los veranos son cálidos, con temperaturas que pueden superar los 30 °C, mientras que los inviernos son fríos, con temperaturas que pueden descender por debajo de los 0 °C. Las precipitaciones son moderadas y se concentran principalmente en la primavera y el otoño. Los meses de verano suelen ser secos, mientras que en los meses más fríos hay lluvias esporádicas.
La variabilidad climática influye en la vegetación y el uso del suelo. Las áreas más secas y cálidas están dominadas por vegetación xerófila como sabinas  y coscojas. Las zonas con mayor humedad presentan bosques de encinas y pinos. Las llanuras se utilizan para el cultivo de cereales, y las áreas de pastoreo son comunes en las regiones más elevadas. Sobre todo, destacan los olivos, que se encuentran sobre todo en la parte más oriental, que comprende Mora y Manzaneque.

## Historia
La historia de La Sisla Mayor no difiere mucho de la de La Sisla en general. Durante la época visigoda, la región experimentó una fuerte presencia que se evidencia particularmente en localidades como Sonseca y Orgaz. La cercanía con la entonces capital, Toledo, confirió a estas localidades una gran relevancia. Arisgotas, por ejemplo, era un lugar frecuentado por los reyes visigodos para pasar su tiempo libre, especialmente para la práctica de la caza.

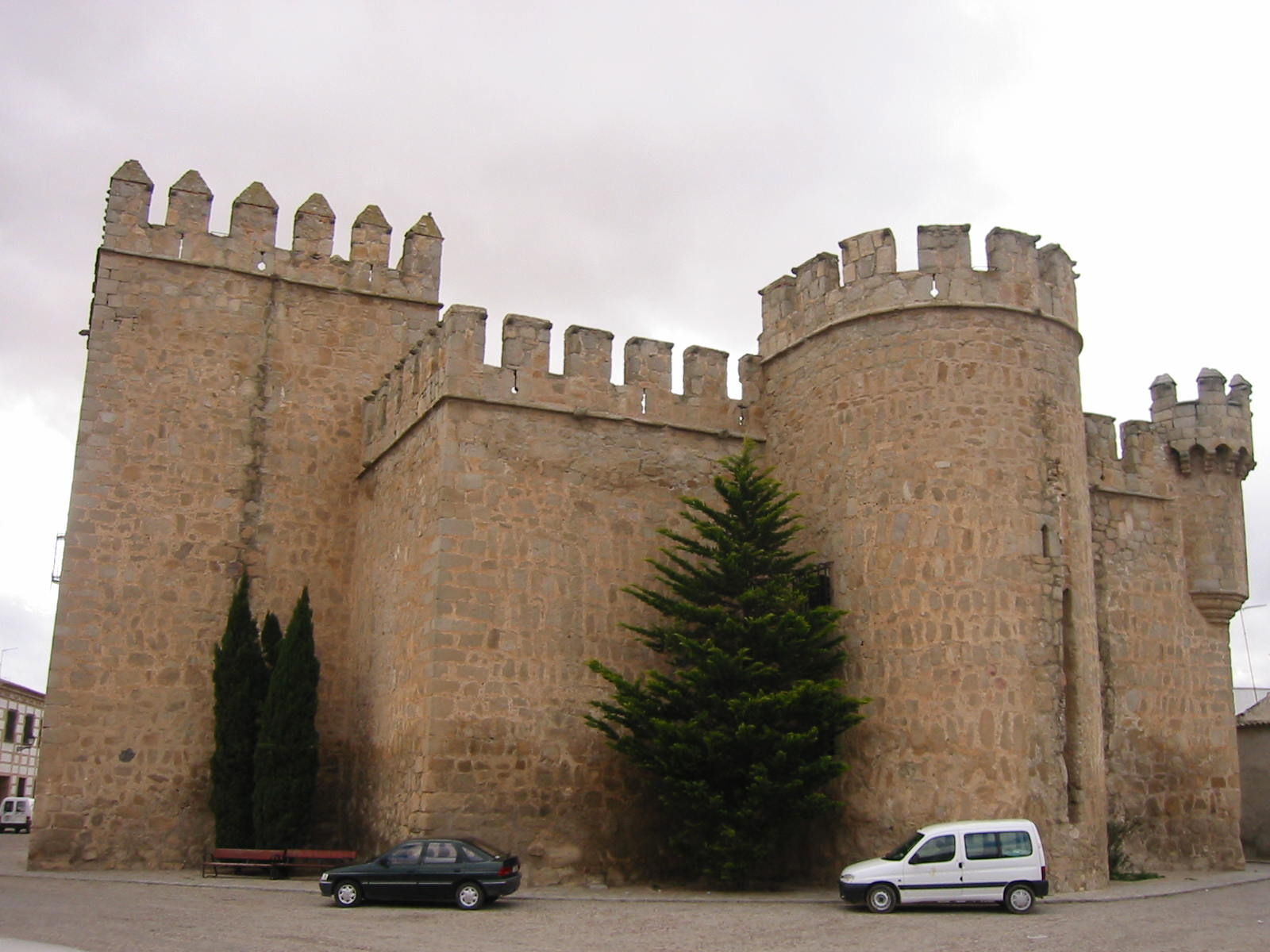
Castillo de Orgaz

La Plena Edad Media también dejó una marca significativa en la región, destacando los mitos en torno al Cid Campeador. Según la tradición, el Cid Campeador residió en el Castillo de Orgaz, ya que Jimena, su esposa, nació allí, siendo su padre el Conde de Orgaz según los escritos de la época. Más allá de los mitos, la Reconquista en La Sisla Mayor se desarrolló de manera paralela a la de Toledo debido a su proximidad. Durante esta época, todos los pueblos de la región estaban bajo la jurisdicción de Toledo y progresivamente obtuvieron su emancipación.
En la Edad Moderna, con el traslado de la capital a Madrid, la región entró en una fase de decadencia, marcando el fin de siglos de importancia. La Edad Contemporánea no trajo grandes cambios, pero desde mediados del siglo XX hasta 2008, La Sisla Mayor, especialmente Sonseca, experimentó un resurgimiento. Sonseca se convirtió en un importante centro de producción industrial y de población, superando incluso al más poblado municipio desde siempre, Mora en términos demográficos. Sin embargo, desde 2008, La Sisla Mayor ha visto cómo su crecimiento se ha estancado, con un aumento de la población más significativo en La Sagra, en detrimento de la región.

## Municipios
Forman La Sisla Mayor los siguientes municipios: Ajofrín, Almonacid de Toledo, Argés, Burguillos de Toledo, Chueca, Cobisa, Los Yébenes,  Manzaneque, Marjaliza,Mascaraque, Mazarambroz, Mora, Nambroca, Orgaz, Sonseca, Villaminaya y Villanueva de Bogas.